# Laurel und Hardy: Their First Mistake
Their First Mistake (deutsch: Dick und Doof adoptieren ein Kind / Ihr erster Fehler) ist eine US-amerikanische Kurzfilm-Komödie mit dem Komikerduo Laurel und Hardy in den Hauptrollen. Der Film entstand 1932 unter Regie von George Marshall.

## Handlung
Ollies Frau ist darüber verärgert, dass ihr Mann mit seinem Freund Stan viel mehr Zeit verbringt als mit ihr. Nach einem heftigen Streit kündigt Mrs. Hardy an, ihren Mann zu verlassen. Daraufhin zieht Ollie wieder mit Stan los und folgt dem Ratschlag seines Freundes, ein Baby zu adoptieren. Er hofft, dass seine Frau damit so viel zu tun haben wird, dass er in Ruhe weiterhin mit Stan auf Tour gehen kann. Als die beiden den Säugling ins Hause bringen, suchen sie vergeblich Mrs. Hardy. Dafür erscheint ein Gerichtsvollzieher und übergibt Ollie die Vorladung zum Scheidungstermin. Die folgende Nacht mit einem schreienden Kleinkind bleibt schlaflos.

## Produktion
Die Arbeiten an dem Film in den Hal Roach Studios dauerten vom 21. bis 28. September 1932. Er kam am 5. November 1932 im Verleih von MGM in die Kinos.
Their First Mistake stellt eine Besonderheit für das Duo dar, da die Handlung am Ende offen bleibt. Im ursprünglichen Drehbuch war als Schluss vorgesehen, dass Mrs. Hardy auch mit einem Adoptivbaby nach Hause kommt. Aber bei dem Dreharbeiten war viel Zeit und Geld in die Darstellung von Laurels Späßen geflossen und das Budget reichte nicht mehr für diese Schlussszene.
George Marshall hat als Regisseur ein Cameo, als ihm Stan und Ollie im Treppenhaus eine Zigarre schenken.

## Kritik
Die einleitende Auseinandersetzung des Ehepaars Hardy (Ollie gegen Mae Busch) in Their First Mistake gilt als die am besten gelungenste und komischste ihrer Art.
Ollie: „Morning, Sugar.“

Mrs. Hardy: „Don’t ‚Sugar‘ me!“

([Guten] „Morgen, Süße!“ – „Süß mich nicht!“)
Der zweite Teil des Films fiel bei der Kritik als langatmig und wenig inspiriert durch; das fehlende Ende trägt zur negativen Kommentierung bei.